# Adriaen de Vries

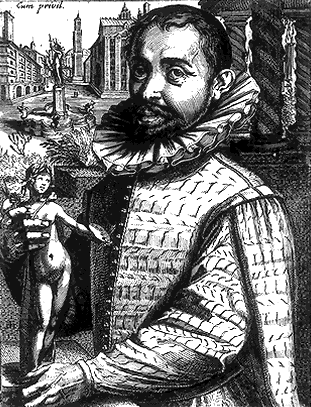
Adriaen de Vries

Adriaen de Vries (* um 1545 oder 1556 in Den Haag; † vor 15. Dezember 1626 in Prag) war ein niederländischer Bildhauer des Manierismus, der auf Bronzeskulpturen spezialisiert war.

## Leben und Werke

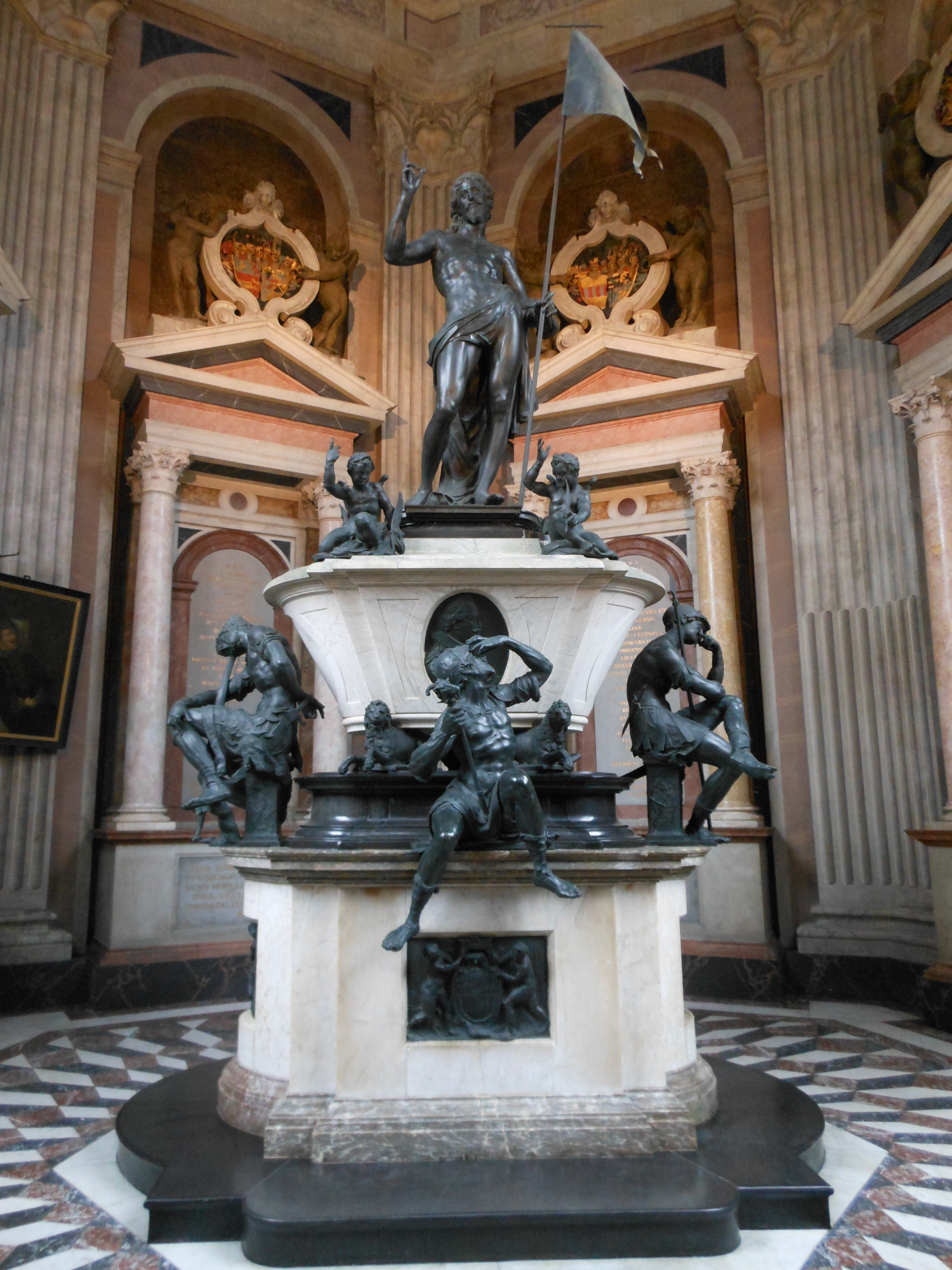
Grab- und Auferstehungsmonument im Mausoleum Stadthagen, heute neben dem Taufbecken der Bückeburger Stadtkirche das einzige Werk de Vries’, das noch im originalen Kontext zu sehen ist

Nach einer eventuellen Ausbildung beim niederländischen Bildhauer Willem van Tetrode (um 1525 – nach 1588) arbeitete er in den frühen 1580er Jahren in der Werkstatt des Florentiner Bildhauers Giovanni da Bologna, genannt Giambologna. Dessen Skulpturen entsprechen dem Ideal der manieristischen „figura serpentinata“, die de Vries vor allem in den ersten Jahren nachahmte.
Nach einem kürzeren Aufenthalt in Rom und beim Bildhauer Pompeo Leoni (1533–1608) in Mailand war de Vries seit 1588 tätig für Herzog Karl Emanuel I. von Savoyen in Turin. 1593 fertigte er erste Arbeiten für Kaiser Rudolf II. (Merkur und Psyche; Psyche von Putten getragen). Für die Stadt Augsburg entstanden 1599 und 1602 in Zusammenarbeit mit dem Gießer Wolfgang Neidhardt seine wohl bekanntesten Werke: der Merkurbrunnen und der Herkulesbrunnen.
1601 wurde de Vries endgültig als kaiserlicher Kammerbildhauer an den Hof Rudolfs nach Prag berufen, wo er u. a. eine Bildnisbüste des Kaisers (1603) und z. T. eher kleinformatige Arbeiten für die Kunstkammer auf dem Hradschin schuf. Nach dem Tod des Kaisers blieb er in Prag, wo er Aufträge unter anderem für Kaiser Matthias, Fürst Ernst von Schaumburg-Holstein, König Christian IV. von Dänemark und Albrecht von Wallenstein ausführte.

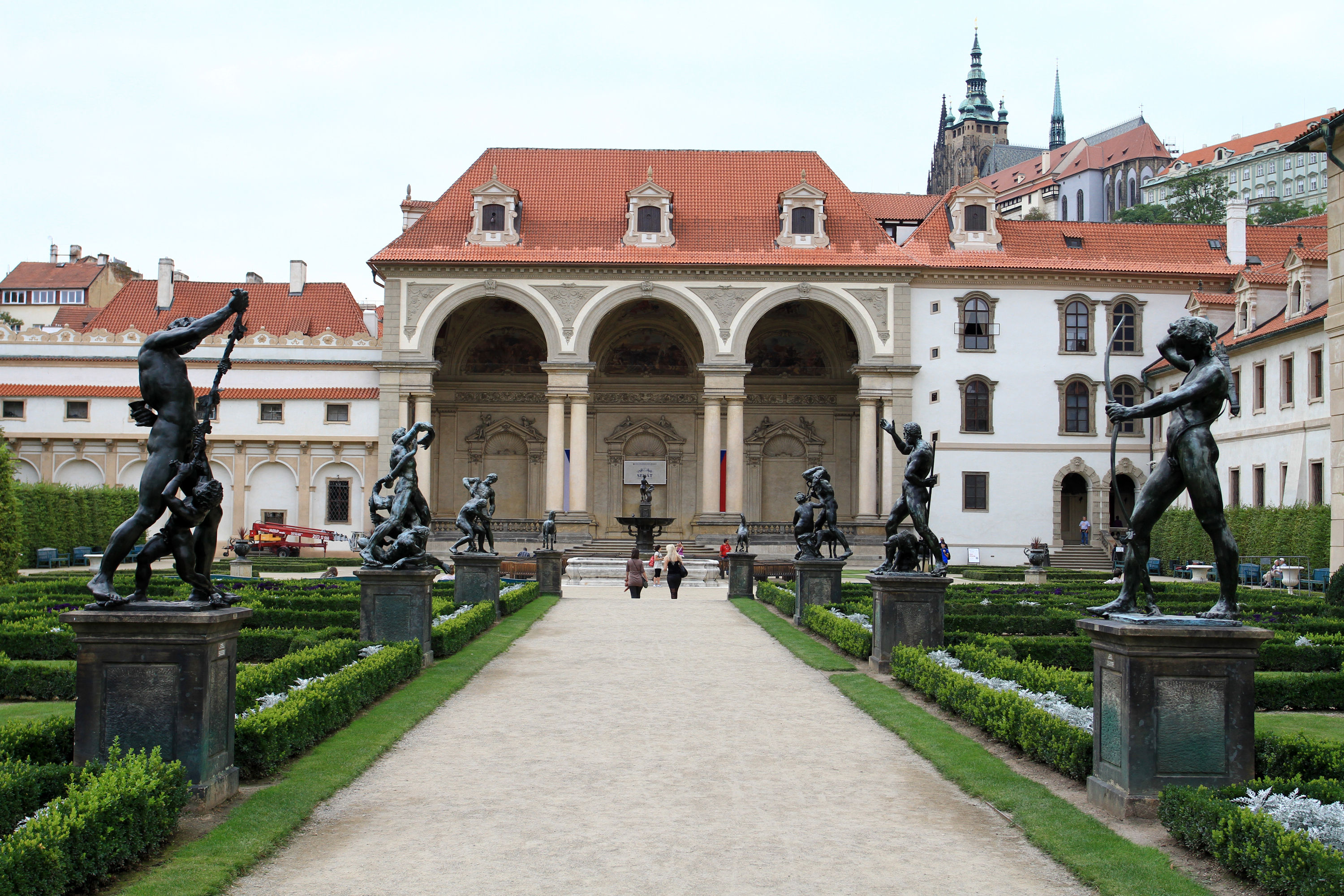
Loggia des Prager Palais Waldstein mit Repliken der Figuren

Die im Auftrag Wallensteins für den Garten seines Prager Palais Waldstein geschaffenen Spätwerke waren dort ursprünglich als Brunnen geplant, kamen dann aber entlang einer Achse vor der Loggia zur Aufstellung. Die Bronzefiguren sind selbstbewusste Interpretationen klassischer Vorbilder des Belvederegartens im Vatikan. Sämtliche Figuren de Vries’ wurden gegen Ende des Dreißigjährigen Krieges im Jahr 1648 bei der Plünderung Prags durch schwedische Truppen als Kriegsbeute nach Stockholm verbracht und befinden sich heute im Garten des königlichen Schlosses Drottningholm (und teilweise in einem dort eingerichteten Adriaen-de-Vries-Museum). Nur die Venus kehrte 1889 nach Prag zurück und befindet sich seither in der Prager Burggalerie. Im Garten des Waldsteinpalais wurden Anfang des 20. Jahrhunderts Abgüsse der originalen Skulpturen aufgestellt. Ähnlich erging es einer großen Brunnengruppe für den Neptunbrunnen vor dem königlich dänischen Schloss Frederiksborg, die Christian IV. in Auftrag gegeben hatte. Bei einer schwedischen Besetzung wurde der Brunnen 1659 von schwedischen Truppen abgebrochen, Teile gelangten nach Stockholm. 1888 erfolgte in Frederiksborg eine phantasievolle, aber historisch ungenaue Rekonstruktion des Brunnens.

## Stilistische Entwicklung
In seinen frühen Arbeiten war Adriaen de Vries noch stark von Giovanni da Bologna geprägt, versuchte aber bald diesen in der Art der „imitatio und aemulatio“ zu übertreffen und emanzipierte sich schließlich immer mehr von seinem Lehrer. Dies äußerte sich in seiner im Gegensatz zu Giovanni da Bologna bevorzugten Technik des direkten Bronzegusses (oder auch Guss mit verlorener Form), besonders in seiner im Laufe seines Lebens immer freier werdenden Oberflächenmodellierung des für das Modell verwendeten Wachses und zudem sparsamer verwendeten nachträglichen Ziselierungen. Während seiner Tätigkeit als Hofbildhauer wurde er (kurz nach 1600) durch seine Prager Künstlerkollegen (v. a. Hans von Aachen, Bartholomäus Spranger und Paulus van Vianen) beeinflusst, so dass er sich zeitweilig einen in dieser Umgebung gängigen, von Schlankheit und Eleganz geprägten Figurentypus aneignete. In seinen expressiv gestalteten Spätwerken, die z. T. nach seinem Tode auch von seinen Gehilfen vollendet wurden, wie er es in seinem Testament ausdrücklich gewünscht hatte, erreichte er die Schwelle zum Frühbarock.
Bemerkenswert ist, dass er selbst großformatige, komplizierte und aus mehreren Figuren bestehende Bronzegruppen im direkten Verfahren und darüber hinaus in einem Stück zu gießen pflegte.

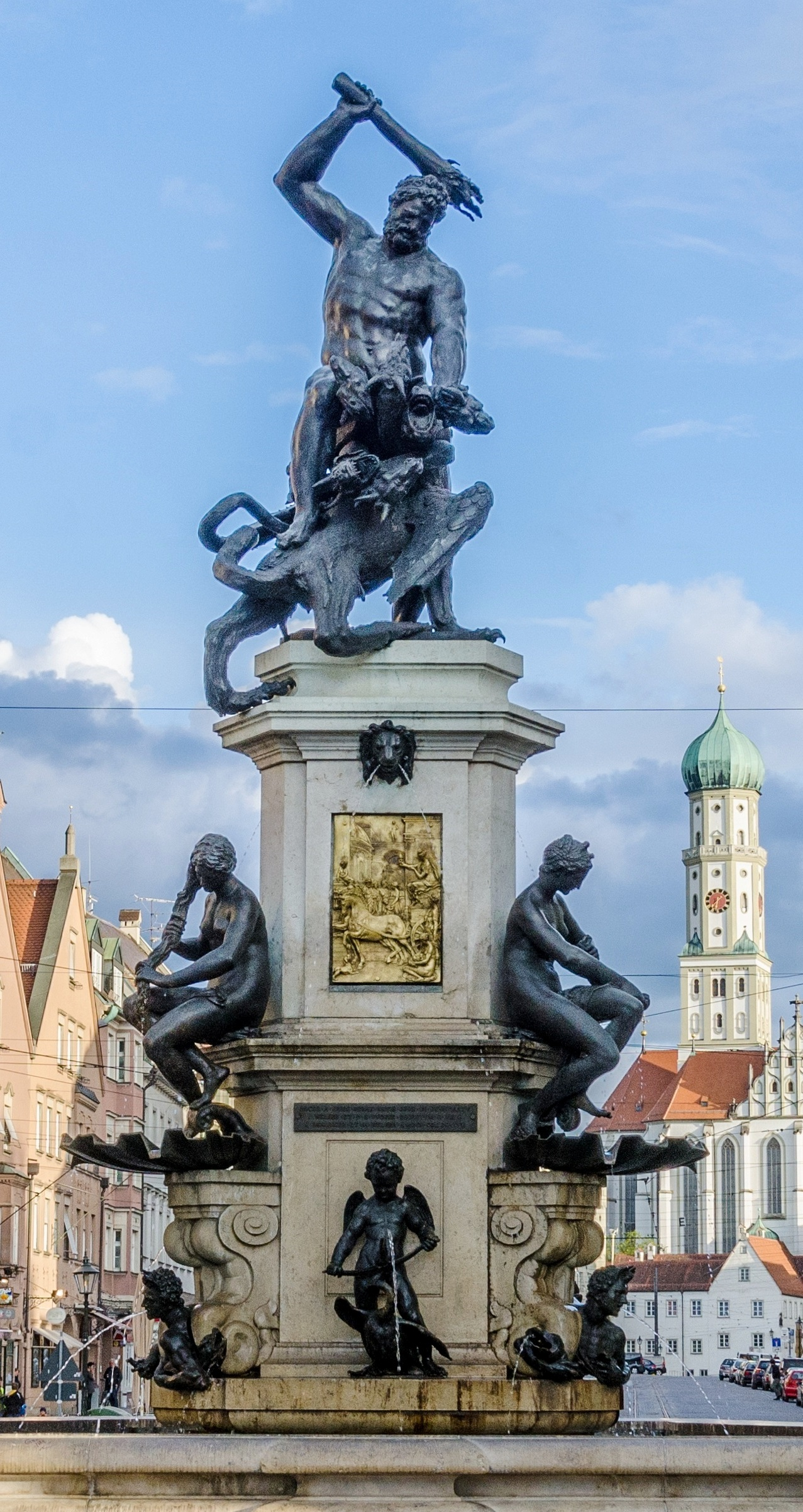
Herkulesbrunnen (Augsburg), Maximilianstraße (1600)
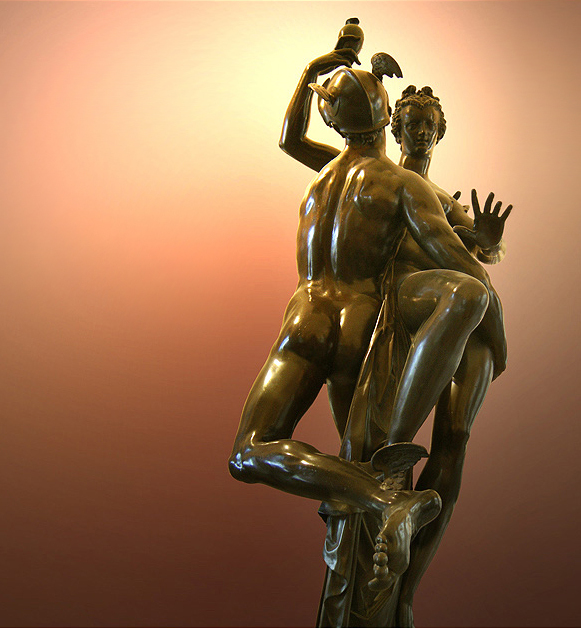
Hermes und Psyche, Louvre
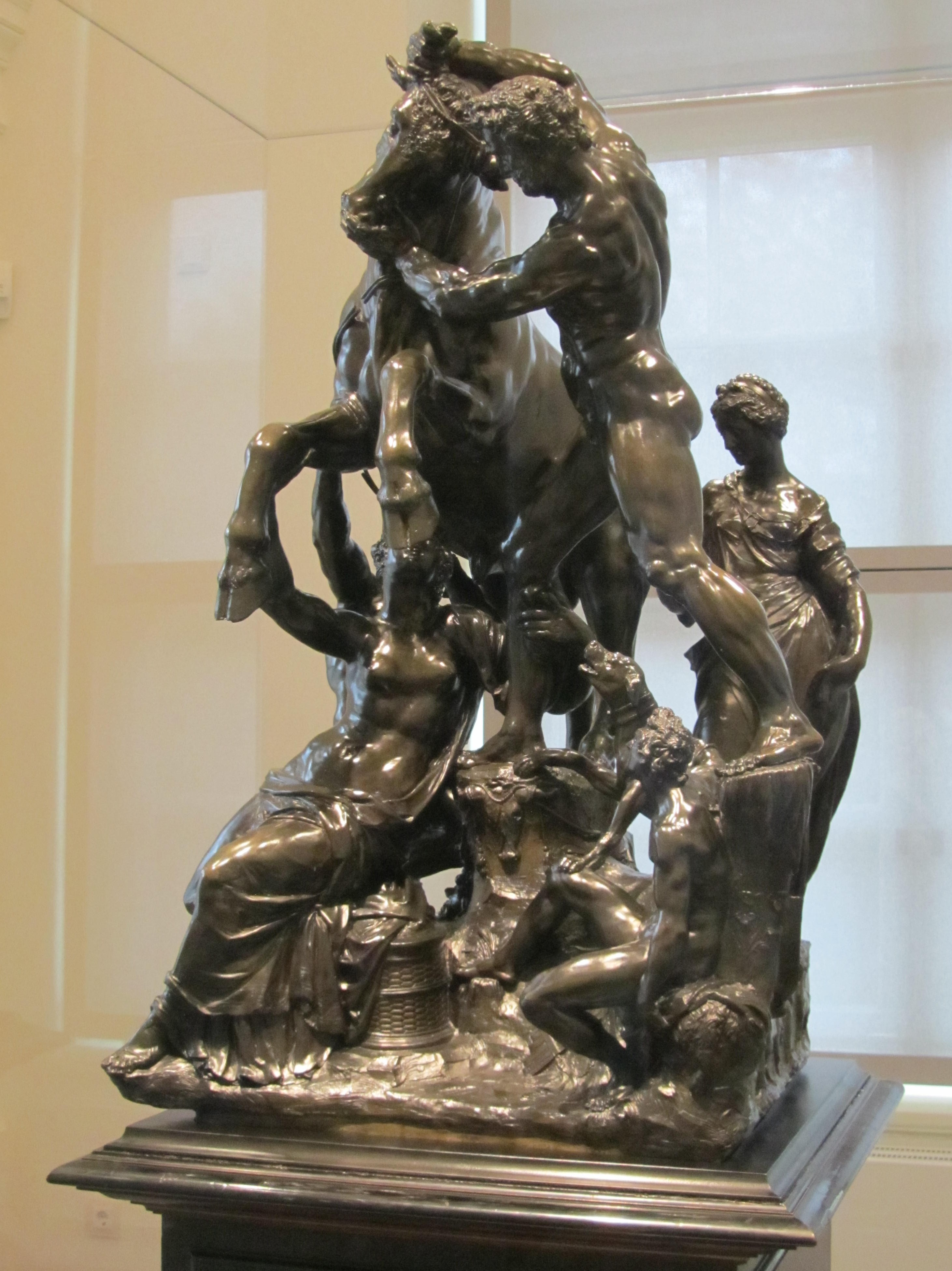
Farnesischer Stier (1614), Herzogliches Museum Gotha
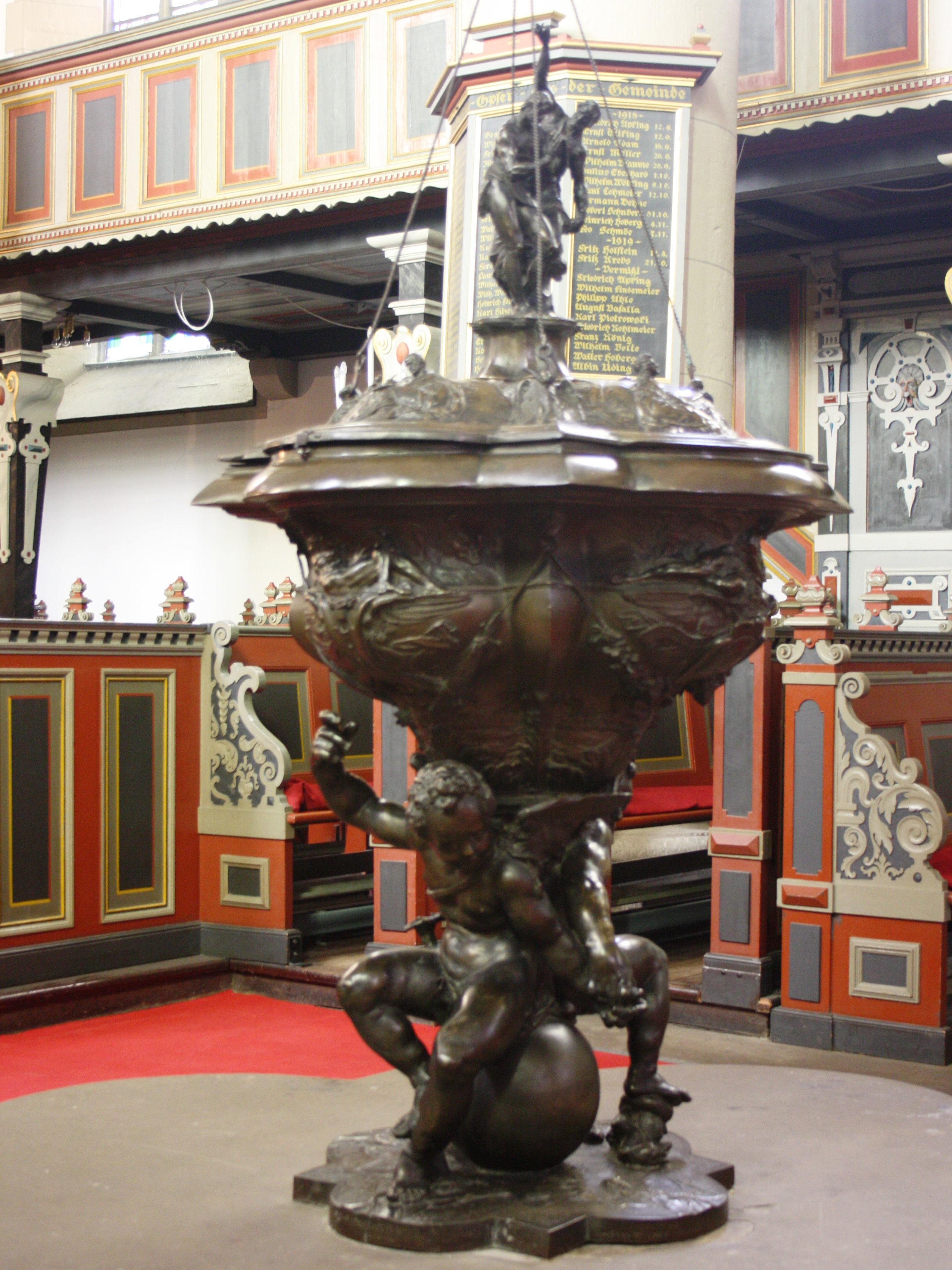
Bronzetaufe der Stadtkirche Bückeburg (1615)

## Werke

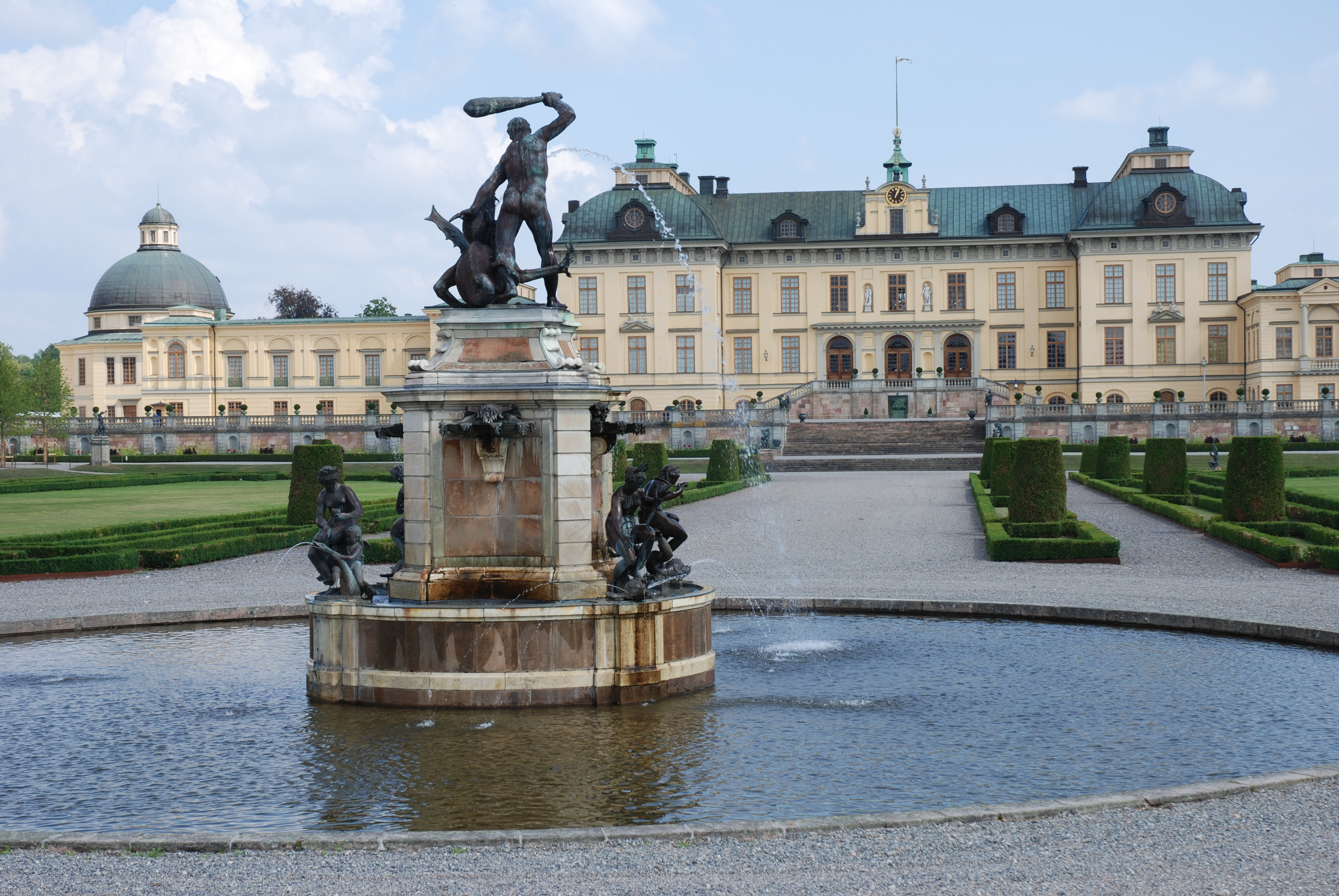
Herkules' Kampf mit dem Drachen (1590–93) vor Schloss Drottningholm

- 1586: drei monumentale Apostelfiguren für den Hochaltar des Klosters El Escorial (mit Pompeo Leoni)
- vor 1588: Tanzender Faun (Staatliche Kunstsammlungen Dresden)
- 1590–92: Psyche, von Putten getragen (Nationalmuseum Stockholm)
- 1590–93: Herkules Kampf mit dem Drachen (Park von Schloss Drottningholm)
- 1590–1600: Faun und Nymphe (Staatliche Kunstsammlungen Dresden)
- 1593: Figurengruppe „Merkur/Hermes und Psyche“ (Louvre)
- 1595–97: Apollo (Metropolitan Museum of Art New York)
- um 1596–1600: Kruzifix für die Kath. Pfarrkirche Mariä Verkündigung in Wullenstetten bei Senden
- um 1596: Merkurbrunnen, Augsburg
- 1597: Herkulesbrunnen, Augsburg
- um 1600: Theseus und Antiope (Royal Collection, Windsor Castle)
- 1602–11: Gladiator (Kunsthistorisches Museum Wien)
- 1603: Portraitbüste Kaiser Rudolfs II. (Kunstkammer des Kunsthistorischen Museums Wien)
- 1603: Portraitbüste von Kurfürst Christian II. von Sachsen (Staatliche Kunstsammlungen Dresden)
- 1603–08: Figurengruppe Herkules, der Zentaur Nessus und Deianeira (Louvre)
- 1604: Christus an der Geißelsäule für die Kirche in Rothsürben, Schlesien (Nationalmuseum Warschau)
- 1604–05: Relief Allegorie vom Krieg gegen die Türken in Ungarn (Kunsthistorisches Museum Wien)
- 1605–10: Steigendes Pferd (Bucephalus) (J. Paul Getty Museum Los Angeles)
- 1607: Portraitbüste Kaiser Rudolfs II. (Hofburg Wien, Weltliche Schatzkammer)
- 1607: Schreitendes Pferd (Nationalmuseum Stockholm)
- 1607: Herkules, Nessus und Deianeira (Park von Schloss Drottningholm bzw. dortiges Adrian de Vries Museum)
- 1607: Christus im Elend (Liechtenstein Museum Wien)
- 1609: Reliefportrait Kaiser Rudolfs II. (Victoria & Albert Museum London)
- 1609: Relief Kaiser Rudolf II. als Beschützer der Künste (Royal Collection, Windsor Castle)
- um 1610: Reiterstatuette von Herzog Heinrich Julius von Braunschweig-Lüneburg (Herzog Anton Ulrich Museum)
- 1610: Schreitendes Pferd (Nationalgalerie Prag)
- 1610: Triumph der Tugend über das Laster (National Gallery of Art Washington)
- 1610–12: Bacchus findet Ariadne auf Naxos, Relief (Rijksmuseum Amsterdam)
- 1610–13: Merkur (Liechtenstein Museum Wien)
- 1610–15: Jongleur (J. Paul Getty Museum Los Angeles)
- 1611: Relief Die Schmiede des Vulkan (Bayerisches Nationalmuseum München)
- 1612: Kain erschlägt Abel (Universität Edinburgh, The Torrie Collection)
- um 1612: Flora (Museum der bildenden Künste Leipzig)
- 1613: Christus an der Geißelsäule (Kunsthistorisches Museum Wien)
- 1614: Der Farnesische Stier (Herzogliches Museum Gotha)
- 1615: Lazarus (Statens Museum for Kunst Kopenhagen)
- 1615: Hl. Sebastian (Liechtenstein Museum Wien)
- 1615: Taufbecken im Auftrag von Fürst Ernst von Schaumburg-Holstein für die Bückeburger Stadtkirche
- 1615–18: Triton (Dauerleihgabe des Nationalmuseums Stockholm im Rijksmuseum Amsterdam)
- 1616–17: Neptunbrunnen für Schloss Frederiksborg (Überreste im Park von Schloss Drottningholm und dortigem Adriaen de Vries Museum, eine Rekonstruktion vor Schloss Frederiksborg)
- 1617–21: Auferstehungsmonument für das Mausoleum des Fürsten Ernst von Holstein-Schaumburg in Stadthagen
- 1620–21: Venus und Adonis und Der Raub der Sabinerin, für Fürst Ernst von Holstein-Schaumburg, ursprünglicher Standort die Terrasse von Schloss Bückeburg (beide heute in der Skulpturensammlung Berlin, Abgüsse auf der Bückeburger Schlossbrücke)
- 1622: Kain und Abel (Statens Museum for Kunst Kopenhagen)
- 1622: Steigendes Pferd
- 1622–25: Figuren für den Garten des Waldsteinpalais in Prag, u. a. Laokoongruppe, Sieg der Tugend über das Laster, Venus und Adonis, Ringergruppe, Apollon mit Bogen, Bacchus mit Satyrknaben, Neptun mit Hund, Sitzender Triton, Najade mit Gans (Park von Schloss Drottningholm bzw. dortiges Adrian de Vries Museum, Abgüsse im Garten des Waldstein Palais)
- 1624–26: Merkur (Schloss Karlova Koruna)
- 1626: Atlas (Rijksmuseum Amsterdam)
- 1626–27: Herkules Pomarius (Nationalgalerie Prag)